# Phractopora trifolia
Phractopora trifolia är en mossdjursart som först beskrevs av Rominger 1866.  Phractopora trifolia ingår i släktet Phractopora och familjen Hexagonellidae. Inga underarter finns listade i Catalogue of Life.